# Trophée Guy Lafleur
Die Trophée Guy Lafleur (engl. Guy Lafleur Trophy) ist eine Eishockey-Trophäe in der Québec Major Junior Hockey League. Sie wird seit 1978 jährlich an den wertvollsten Spieler der Playoffs (MVP) vergeben. Die Trophäe wurde nach Guy Lafleur benannt, der als Spieler in der NHL für die Montreal Canadiens spielte und Mitglied der Hockey Hall of Fame ist. Lafleur war einst auch Topscorer der QMJHL.

## Gewinner
| Jahr | Spieler                     | Team                        |
| ---- | --------------------------- | --------------------------- |
| 2025 | Caleb Desnoyers             | Moncton Wildcats            |
| 2024 | Wsewolod Komarow            | Voltigeurs de Drummondville |
| 2023 | James Malatesta             | Remparts de Québec          |
| 2022 | Mavrik Bourque              | Shawinigan Cataractes       |
| 2021 | Benjamin Tardif             | Victoriaville Tigres        |
| 2020 | nicht vergeben              | nicht vergeben              |
| 2019 | Noah Dobson                 | Rouyn-Noranda Huskies       |
| 2018 | Jeffrey Truchon-Viel        | Acadie-Bathurst Titan       |
| 2017 | Thomas Chabot               | Saint John Sea Dogs         |
| 2016 | Francis Perron              | Rouyn-Noranda Huskies       |
| 2015 | Adam Erne                   | Remparts de Québec          |
| 2014 | Antoine Bibeau              | Foreurs de Val-d’Or         |
| 2013 | Jonathan Drouin             | Halifax Mooseheads          |
| 2012 | Charlie Coyle               | Saint John Sea Dogs         |
| 2011 | Jonathan Huberdeau          | Saint John Sea Dogs         |
| 2010 | Gabriel Bourque             | Moncton Wildcats            |
| 2009 | Yannick Riendeau            | Voltigeurs de Drummondville |
| 2008 | Claude Giroux               | Olympiques de Gatineau      |
| 2007 | Jonathan Bernier            | Lewiston MAINEiacs          |
| 2006 | Mārtiņš Karsums             | Moncton Wildcats            |
| 2005 | Sidney Crosby               | Océanic de Rimouski         |
| 2004 | Maxime Talbot               | Olympiques de Gatineau      |
| 2003 | Maxime Talbot               | Olympiques de Hull          |
| 2002 | Danny Groulx                | Tigres de Victoriaville     |
| 2001 | Simon Gamache               | Foreurs de Val-d’Or         |
| 2000 | Brad Richards               | Océanic de Rimouski         |
| 1999 | Mathieu Benoît              | Titan d’Acadie-Bathurst     |
| 1998 | Jean-Pierre Dumont          | Foreurs de Val-d’Or         |
| 1997 | Christian Bronsard          | Olympiques de Hull          |
| 1996 | Jason Doig                  | Granby Prédateurs           |
| 1995 | José Théodore               | Olympiques de Hull          |
| 1994 | Éric Fichaud                | Saguenéens de Chicoutimi    |
| 1993 | Emmanuel Fernandez          | Titan de Laval              |
| 1992 | Robert Guillet              | Collège Français de Verdun  |
| 1991 | Félix Potvin                | Saguenéens de Chicoutimi    |
| 1990 | Denis Chalifoux             | Titan de Laval              |
| 1989 | Donald Audette              | Titan de Laval              |
| 1988 | Marc Saumier                | Olympiques de Hull          |
| 1987 | Marc Saumier                | Chevaliers de Longueuil     |
| 1986 | Sylvain Côté Luc Robitaille | Olympiques de Hull          |
| 1985 | Claude Lemieux              | Junior de Verdun            |
| 1984 | Mario Lemieux               | Voisins de Laval            |
| 1983 | Pat LaFontaine              | Junior de Verdun            |
| 1982 | Michel Morissette           | Castors de Sherbrooke       |
| 1981 | Alain Lemieux               | Draveurs de Trois-Rivières  |
| 1980 | Dale Hawerchuk              | Cornwall Royals             |
| 1979 | Jean-François Sauvé         | Draveurs de Trois-Rivières  |
| 1978 | Richard David               | Draveurs de Trois-Rivières  |